# Josep Lluís Núñez i Clemente
Josep Lluís Núñez i Clemente (Barakaldo, 7 de setembre de 1931 – Barcelona, 3 de desembre de 2018) va ser un dirigent esportiu i empresari català, fundador, amb la seva esposa, del Grup Núñez i Navarro, empresa constructora, promotora i immobiliària de Barcelona que compta amb divisions d'hotels, pàrquings, oficines, naus i rehabilitació d'edificis. També va ser president del FC Barcelona entre els anys 1978 i 2000, essent el president que més temps ha estat en el càrrec (22 anys), mandat durant el qual el club va assolir 140 títols entre totes les seccions esportives.

## FC Barcelona
Núñez es presentà com a candidat a la presidència del FC Barcelona a les primeres eleccions democràtiques des de la dictadura, el 1978, amb el lema «Per un Barça triomfant» i en resultà vencedor en unes disputades eleccions amb Ferran Ariño i Nicolau Casaus. D'aquesta manera s'iniciava l'etapa presidencial més llarga de la història del club i una de les de més èxit, tant en l'àmbit econòmic com en el patrimonial i l'esportiu. A diferència de la majoria de presidents anteriors, no havia estat mai directiu del club ni tampoc hi havia tingut cap relació professional, abans de presentar-se com a candidat. Va dotar l'entitat d'una sòlida estructura econòmica, sanejant l'economia del club, una de les assignatures pendents del Barça de finals dels anys setanta. A la seva primera junta directiva hi figuraren els vicepresidents Nicolau Casaus, Joan Gaspart i Joan Casals així com Josep Mussons com a responsable de les seccions esportives del club i vicetresorer.

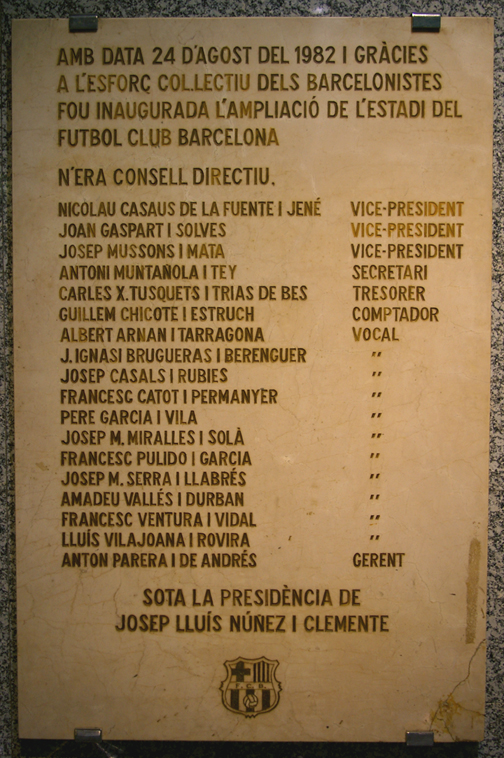
Placa relativa a l'ampliació del Camp Nou de 1982, durant la presidència de Núñez

Durant els seus 22 anys de presidència, el Barça va incrementar el seu patrimoni de forma molt notable, va ampliar i remodelar el Camp Nou i el seu entorn en diverses ocasions, va construir el Miniestadi (1982), el Museu (1984), que actualment porta el seu nom, i una residència per als jugadors del planter a la Masia. A nivell esportiu, tot i uns inicis irregulars, l'equip de futbol va conquerir un gran nombre de títols, tant en les competicions estatals com en les europees. A més, va enfortir les altres tres seccions professionals de l'entitat, bàsquet, handbol i hoquei patins.
Un any després que Josep Lluís Núñez accedís a la presidència, el Barça va aconseguir la Recopa d'Europa de Basilea, el primer gran títol de la seva etapa i va aprovar la primera ampliació del Camp Nou per poder satisfer l'allau de noves sol·licituds de socis. Va ser reelegit per primera vegada l'estiu de 1981, sense necessitat d'haver de passar per les urnes. El 1982, l'equip va guanyar la segona Recopa d'Europa en imposar-se a l'Standard de Lieja en la final disputada al Camp Nou. Amb motiu de la celebració del Mundial de futbol l'Estadi es va tornar a ampliar, arribat el club, per primer cop a la seva història, als 100.000 socis. La bonança econòmica va permetre fitxar qui en aquells moments era considerat el millor jugador del món, Diego Armando Maradona.
La temporada 1984-85 arribà la primera lliga de l'era Núñez, cosa que significà la reelecció com a president també sense oposició. El cicle, però, es tancà amb dificultats, motivades per la derrota a la final de la Copa d'Europa de 1986 i la crisi a la plantilla amb el "motí de l'Hespèria" (1988) que acabaria amb l'acomiadament de la pràctica totalitat de la plantilla. S'inicià una nova etapa amb Johan Cruyff d'entrenador, el qual va construir el "Dream Team", i que culminà unes grans temporades d'èxits aconseguint la Copa d'Europa a Wembley i quatre lligues consecutives. Durant aquest període fou reescollit dos cops, el 1989, en derrotar Sixte Cambra i el 1993, aquest cop sense oposició.
El 1994, Núñez va impulsar el naixement de la Fundació, un nou ens amb l'objectiu de promoure el club, vetllar per l'esport base, les seccions, el Museu i totes les activitats relacionades amb el barcelonisme. Durant la presidència del club, va delegar una part important de la gestió del Barça i del grup immobiliari al seu fill Josep Lluís Núñez i Navarro.
Els darrers anys de la seva etapa al capdavant del club foren amb els entrenadors Bobby Robson i Louis van Gaal i amb consecució d'una nova Recopa d'Europa, dues Copes del rei i dues noves lligues. Tot i derrotar Àngel Fernàndez a les eleccions de 1997 i superar una moció de censura promoguda per la plataforma opositora de Joan Laporta "L'Elefant Blau", es va produir una forta divisió dins del barcelonisme entre els anomenats cruifistes i els nuñistes que provocà, finalment, la dimissió de Núñez com a president de l'entitat l'any 2000.

### Títols aconseguits
Durant la llarga etapa de Josep Lluís Núñez a la presidència del club es van aconseguir un total de 176 títols:
- Secció de futbol: 30 títols
  - 7 Lligues, 6 Copes del Rei, 5 Supercopes d'Espanya, 2 Copes de la Lliga, 1 Copa d'Europa, 4 Recopes, 2 Supercopes d'Europa i 3 Copes de Catalunya.
- Secció de basquetbol: 36 títols
  - 10 Lligues, 9 Copes del Rei, 2 Recopes, 2 Copes Korac, 1 Supercopa d'Europa, 1 Mundial de Clubs, 2 Supercopes d'Espanya i 9 Lligues Catalanes.
- Secció d'handbol: 65 títols
  - 13 Lligues, 10 Copes del Rei, 9 Supercopes d'Espanya, 3 Copes Asobal, 6 Copes d'Europa, 5 Recopes, 4 Supercopes d'Europa, 12 Lligues Catalanes i 3 Lligues dels Pirineus.
- Secció d'hoquei patins: 45 títols
  - 10 Lligues, 7 Copes del Rei, 9 Copes d'Europa, 1 Recopa, 8 Supercopes d'Europa, 1 Copa Intercontinental, 1 Mundialet de Clubs, 2 Copes de les Nacions de Montreux, 5 Lligues Catalanes i 1 Copa Ibèrica.

## Cas Hisenda
El dia 28 de juliol de 2011 va ser condemnat a 6 anys de presó, igual que el seu fill Josep Lluís Núñez i Navarro, i a pagar una multa de dos milions d'euros pel delicte de suborn i a pagar uns altres 36.000 euros de multa per falsedat documental, per la seva implicació en el "Cas Hisenda". La sentència de l'Audiència Provincial de Barcelona considera provat que Núñez pare i fill, van subornar inspectors d'Hisenda amb gairebé un milió d'euros per aconseguir així deixar de declarar al fisc aproximadament 13,1 milions entre 1991 i 1999.
També va ser condemnat l'assessor financer dels Núñez, Salvador Sánchez Guiu, a 6 anys de presó i 2 milions d'euros de multa.
La sentència va ser recorreguda davant el Tribunal Suprem, de manera que no van ingressar a la presó i únicament es va acordar la retirada del seu passaport i l'obligació de personar-se davant el jutjat cada 15 dies.
L'octubre de 2014 l'Audiència de Barcelona mantenia l'ordre d'ingrés a la presó de Josep Lluís Núñez i del seu fill, en rebutjar el seu recurs per suspendre de forma provisional l'execució de la seva condemna en el cas "Hisenda". El 16 de novembre de 2014, ell i el seu fill van ingressar a la presó de Quatre Camins, per complir la condemna rebaixada pel Tribunal Suprem de dos anys i dos mesos. També va haver de fer front a una multa d'1,5 milions d'euros i a una inhabilitació per a càrrecs públics durant set anys. Un cop complerta la condemna, es reincorporà a la seva activitat al capdavant del Grup Núñez i Navarro. Amb posterioritat, l'Agència Tributària efectuà de nou actuacions de comprovació i recerca sobre els exercicis inclosos en el procés i va concloure que no hi va haver cap mena de defraudació.